# Jozabed
Jozabed Sánchez Ruiz (Mairena del Alcor, Sevilla, 8 de marzo de 1991) es un futbolista español. Juega como centrocampista y se encuentra sin equipo. El campo municipal de futbol donde juega como local La Barrera C. F., equipo de su pueblo natal, lleva su nombre.

## Trayectoria
Debutó en 2011 en las filas del Sevilla Atlético Club, con el que jugó 21 partidos y marcó 5 goles. Posteriormente jugó en la Sociedad Deportiva Ponferradina, donde jugó 3 partidos, y el Real Jaén Club de Fútbol respectivamente. El 20 de junio de 2014 se anunció oficialmente su fichaje por el Rayo Vallecano para la temporada 2014-15 y dos temporadas más. En la temporada 2015-16 se convirtió en uno de los jugadores más destacados del Rayo, consiguiendo la cifra de 10 goles en liga, y convirtiéndose en el centrocampista más goleador de todas las grandes ligas europeas.[cita requerida]
En la temporada 2016-17 fichó por le Fulham F. C. por tres temporadas.
En enero de 2017 se hizo efectiva su llegada al Real Club Celta de Vigo como cedido hasta final de temporada. Tras la misma continuó en el conjunto vigués y firmó por cuatro años.
En la temporada 2019-20 llegó cedido al Girona Club de Fútbol, entonces en la Segunda División, con el que jugó 12 partidos. En julio de 2020 regresó a Vigo al terminar el período de su cesión.
El 16 de septiembre de 2020 firmó con el Málaga Club de Fútbol como cedido por una temporada. Tras la misma se quedó en el equipo y se marchó al expirar su contrato en junio de 2023 coincidiendo con el descenso de categoría. Entonces estuvo un par de meses sin equipo hasta que el 30 de agosto fichó por el C. D. Lugo.

## Clubes
| Club                         | País       | Año       |
| ---------------------------- | ---------- | --------- |
| Sevilla Atlético             | España     | 2010-2013 |
| S. D. Ponferradina           | España     | 2013      |
| Real Jaén C. F.              | España     | 2013-2014 |
| Rayo Vallecano               | España     | 2014-2016 |
| Fulham F. C.                 | Inglaterra | 2016-2017 |
| R. C. Celta de Vigo (cedido) | España     | 2017      |
| R. C. Celta de Vigo          | España     | 2017-2021 |
| Girona F. C. (cedido)        | España     | 2019-2020 |
| Málaga C. F. (cedido)        | España     | 2020-2021 |
| Málaga C. F.                 | España     | 2021-2023 |
| C. D. Lugo                   | España     | 2023-2024 |

## Estadísticas
| Temporada     | Club             | Categoría          | Liga  | Liga  | Copa  | Copa  | Europa | Europa | Total | Total |
| Temporada     | Club             | Categoría          | Part. | Goles | Part. | Goles | Part.  | Goles  | Part. | Goles |
| ------------- | ---------------- | ------------------ | ----- | ----- | ----- | ----- | ------ | ------ | ----- | ----- |
| 2010/11       | Sevilla Atlético | Tercera División   | 30    | 5     | -     | -     | -      | -      | 30    | 5     |
| 2011/12       | Sevilla Atlético | Segunda División B | 35    | 7     | -     | -     | -      | -      | 35    | 7     |
| 2012/13       | Sevilla Atlético | Segunda División B | 21    | 5     | -     | -     | -      | -      | 21    | 5     |
| 2012/13       | SD Ponferradina  | Segunda División   | 3     | 0     | -     | -     | -      | -      | 3     | 0     |
| 2013/14       | Real Jaén        | Segunda División   | 36    | 4     | 3     | 1     | -      | -      | 39    | 5     |
| 2014/15       | Rayo Vallecano   | Primera División   | 23    | 1     | 2     | 1     | -      | -      | 25    | 2     |
| 2015/16       | Rayo Vallecano   | Primera División   | 27    | 9     | 2     | 1     | -      | -      | 29    | 10    |
| 2016/17       | Fulham FC        | Championship       | 9     | 0     | -     | -     | -      | -      | 9     | 0     |
| 2016/17       | Celta de Vigo    | Primera División   | 19    | 2     | 1     | 0     | 8      | 0      | 28    | 2     |
| 2017/18       | Celta de Vigo    | Primera División   | 24    | 0     | 3     | 0     | 0      | 0      | 27    | 0     |
| Total carrera | Total carrera    | Total carrera      | 227   | 33    | 11    | 3     | 8      | 0      | 246   | 36    |

- Actualizado a 23 de diciembre de 2017.